# Saint-Gervais-sur-Mare
Saint-Gervais-sur-Mare település Franciaországban, Hérault megyében. Lakosainak száma 839 fő (2022. január 1.). Saint-Gervais-sur-Mare Mélagues, Saint-Geniès-de-Varensal, Taussac-la-Billière, Rosis, Graissessac és Saint-Étienne-Estréchoux községekkel határos.

## Népesség
A település népessége az elmúlt években az alábbi módon változott:
| Lakosok száma | 873  | 859  | 813  | 805  | 861  | 864  | 858  | 855  | 849  | 839  |
|               | 1968 | 1982 | 1990 | 2006 | 2011 | 2016 | 2017 | 2019 | 2020 | 2022 |